# کمشه
کِمِشه (به مجاری:  Kemse) یک شهرداری در مجارستان است که در ناحیه شیه واقع شده‌است. کمشه ۸٫۹۶ کیلومتر مربع مساحت و ۷۲ نفر جمعیت دارد.